# Jarcewo
Jarcewo is een plaats in het Poolse district  Chojnicki, woiwodschap Pommeren. De plaats maakt deel uit van de gemeente Chojnice en telt 190 inwoners.